# Bedaguli, Chamarajanagar
Bedaguli là một làng thuộc tehsil Chamarajanagar, huyện Chamarajanagar, bang Karnataka, Ấn Độ.